# Borgvattnets socken
Borgvattnets socken i Jämtland och Ångermanland ingår sedan 1974 i Ragunda kommun och motsvarar från 2016 Borgvattnets distrikt.
Socknens areal är 460,10 kvadratkilometer, varav 443,78 land. År 2000 fanns här 221 invånare. Borgvattnets kyrka ligger i byn Borgsjö som ligger invid Borgsjön. Bebyggelsen kring kyrkan kallas Borgvattnet.

## Administrativ historik
Borgvattnets socken bildades 1789 genom en utbrytning, huvudsakligen ur Hammerdals socken. 1880 överfördes mindre delar (Björkvattnet, Björkhöjden) från Ramsele socken i Västernorrlands län (Ångermanland) till Borgvattnets socken och Jämtlands län.
Vid kommunreformen 1862 överfördes ansvaret för de kyrkliga frågorna till Borgvattnets församling och för de borgerliga frågorna till Borgvattnets landskommun. Landskommunen inkorporerades 1952 i Stuguns landskommun som 1974 uppgick i Ragunda kommun.
1 januari 2016 inrättades distriktet Borgvattnet, med samma omfattning som församlingen hade 1999/2000.
Socknen har tillhört fögderier, tingslag och domsagor enligt vad som beskrivs i artikeln Jämtland. De indelta soldaterna tillhörde Jämtlands fältjägarregemente och Jämtlands hästjägarkår.

## Geografi
Borgvattnets socken ligger kring Ammerån i väster. Socknen har ringa odlingsbygd och består mest av kuperad skogs- och bergsbygd.

### Geografisk avgränsning
Socknen avgränsas i väster av Ammerån och gränsen mot Stuguns socken. I söder avgränsas socknen av Ragunda socken och här ligger (helt i sydväst) byn Selet. Ammerberget samt Tjäreberget når här 470 respektive 465 meter över havet. En spets av socknens område når i sydost Gillerån.
I öster gränsar socknen mot Ragunda socken samt mot Västernorrlands län. Byarna Björkvattnet respektive Björkhöjden ligger i Jämtlands län men tillhör landskapet Ångermanland. I nordost ligger Fullsjön och i norr avgränsas socknen av gränsen mot Hammerdals socken i Strömsunds kommun. I nordväst ligger Skallsjön samt byn Skyttmon.

## Byar och hemman
Borgvattnets socken består historiskt av nedan listade byar och enstaka hemman. När en by har flera hemman anges också hemmansnumren.
- Aspnäset, enstaka hemman, nybygge 1752 enligt 1761 års jordebok, överfört 1880 från Hammerdals socken.
- Björkhöjden, enstaka hemman, i jordeboken från 1825, överfört 1883 från Ramsele socken.
- Björkvattnet, by med två hemman (1–2), i jordeboken från 1795, överförd 1880 från Ramsele socken. Byn är belägen vid sjön Björkvattensjön, tidigare kallad Björkvattnet.
- Boberg, enstaka hemman, i jordeboken från 1825, överfört 1880 från Hammerdals socken.
- Borgsjö, by med två hemman (1–2), socknens kyrkby, som utvecklats till bebyggelsen Borgvattnet, i jordeboken från 1761 och överförd 1880 från Hammerdals socken. Byn har namn efter intilliggande Borgsjön som på äldre kartor kallas Borgvattnet. Vid skattläggningen på 1700-talet har byn vid Borgsjön officiellt fått namnet Borgsjö, medan ett västligare område invid en annan sjö, Stor-Skallsjön, fick namnet Borgvattnet (se följande).
- Borgvattnet (i dagligt tal Skallsjön), enstaka hemman, i jordeboken från 1825, överfört 1880 från Hammerdals socken. Hemmanet ligger vid sjön Stor-Skallsjön. Angående namnet Borgvattnet, se Borgsjö.
- Fullsjön, enstaka hemman, beläget vid Fullsjön, överfört 1880 från Hammerdals socken.
- Selet eller Selsålandet, enstaka hemman, i jordeboken från 1715 som avradsland, överfört 1880 från Ragunda socken.
- Skallsjön, se Borgvattnet.
- Skyttmon, by med fyra hemman (1–4), i jordeboken från 1825, överfört 1880 från Hammerdals socken.

## Fornlämningar
Men har funnit cirka 30 boplatser från stenåldern. Vidare finns omkring 170 fångstgropar.

## Namnet
Sockennamnet kommer från sjön Borgvattnet, vilken numera heter Borgsjön. Detta namn är en sammansättning av namnet på ån Borgan samt en form av vatten i betydelsen sjö. Borg i ånamnet innehåller borg, 'platåliknande höjd med branta sidor'.

## Befolkningsutveckling
| Befolkningsutvecklingen i Borgvattnets socken 1810–1990                                                  | Befolkningsutvecklingen i Borgvattnets socken 1810–1990 | Befolkningsutvecklingen i Borgvattnets socken 1810–1990 | Befolkningsutvecklingen i Borgvattnets socken 1810–1990 | Befolkningsutvecklingen i Borgvattnets socken 1810–1990 |
| --- | ------------------------------------------------------- | ------------------------------------------------------- | ------------------------------------------------------- | ------------------------------------------------------- |
| |                                                         |                                                         |                                                         |                                                         |
| År |                                                         |                                                         | Folkmängd                                               |                                                         |
| 1810 | 1810                                                    |                                                         | 185                                                     |                                                         |
| 1820 | 1820                                                    |                                                         | 192                                                     |                                                         |
| 1830 | 1830                                                    |                                                         | 217                                                     |                                                         |
| 1840 | 1840                                                    |                                                         | 235                                                     |                                                         |
| 1850 | 1850                                                    |                                                         | 247                                                     |                                                         |
| 1860 | 1860                                                    |                                                         | 350                                                     |                                                         |
| 1870 | 1870                                                    |                                                         | 392                                                     |                                                         |
| 1880 | 1880                                                    |                                                         | 574                                                     |                                                         |
| 1890 | 1890                                                    |                                                         | 741                                                     |                                                         |
| 1900 | 1900                                                    |                                                         | 742                                                     |                                                         |
| 1910 | 1910                                                    |                                                         | 776                                                     |                                                         |
| 1920 | 1920                                                    |                                                         | 815                                                     |                                                         |
| 1930 | 1930                                                    |                                                         | 838                                                     |                                                         |
| 1940 | 1940                                                    |                                                         | 875                                                     |                                                         |
| 1950 | 1950                                                    |                                                         | 825                                                     |                                                         |
| 1960 | 1960                                                    |                                                         | 648                                                     |                                                         |
| 1970 | 1970                                                    |                                                         | 392                                                     |                                                         |
| 1980 | 1980                                                    |                                                         | 296                                                     |                                                         |
| 1990 | 1990                                                    |                                                         | 260                                                     |                                                         |
| Anm: Källor: Umeå universitet - Tabellverket 1749-1859, Demografiska databasen, CEDAR, Umeå universitet. |                                                         |                                                         |                                                         |                                                         |